# PS Ryde
Le PS Ryde est un ancien bateau à roues à aubes construit comme ferry à passagers pour la Southern Railway, pour la liaison maritime entre l'Angleterre et l'Île de Wight de 1937 à 1969. Il a servi au sein de la Royal Navy durant la seconde guerre mondiale et devint plus tard une boîte de nuit sur l'Île de Wight. Après de nombreuses années d'abandon, sa démolition a commencé, mais a été interrompu car son sauvetage est encore possible.
Ce bâtiment est inscrit au registre du National Historic Ships  depuis 1993 et il est aussi l'un des nombreux bateaux de la National Historic Fleet.

## Histoire

### PS Ryde (1937-1939)
Le PS Ryde a été commandé par la Southern Railway en 1936 comme sister-ship du PS Sandown (1934) (en). Il a été construit par le chantier William Denny and Brothers  à Dumbarton. Après son lancement le 23 avril 1937, il a remplacé le PS Duchess of Norfolk sur la ligne Portsmouth à Ryde.

### HMS Ryde (1939-1945)
En 1939, les PS Ryde et PS Sandown ont été réquisitionnés par la Royal Navy. Il a été rebaptisé HMS Ryde pour servir de dragueur de mines dans le Détroit de Douvres. Après deux ans de service, le HMS Ryde a été reconverti en un navire de lutte anti-aérienne dans l'estuaire de la Tamise et à Harwich. En mai 1944, de Portsmouth il a pris part au Débarquement de Normandie.

### PS Ryde (1945-1970)
À son retour à la Southern Railway, en Août 1945, le PS Ryde a repris son ancien itinéraire. À la nationalisation des chemins de fer britanniques, le navire est passé à la British Railways en 1965. En 1969, il a été retiré du service.

### Ryde Queen (1970-2012)
Le PS Ryde a été acheté par deux entrepreneurs de l'île de Wight et, en septembre 1970, il a commencé une nouvelle carrière comme boîte de nuit à Binfield Marina sur la rivière Medina près de Newport et rebaptisé Ryde Queen, en remplacement du PS Medway Queen. En 1977, il a pris feu, mais a été réparé. À la fin des années 1980, sa popularité diminuant, la boîte de nuit a été fermée. Le navire est resté abandonné sur son amarrage et s'est détérioré peu à peu. En Août 2006, sa cheminée s'est effondrée.

En septembre 2009, une levée de fonds s'est organisée et une société à but non lucratif, PS Ryde Trust, s'est créée pour mettre en œuvre sa restauration. Au début de 2010, les travaux ont commencé par l'enlèvement de l'amiante. En 2012, le pont du navire s'est effondré. Le PS Ryde Trust a échoué dans la négociation d'un accord de sauvetage du navire et le PS Ryde est resté en état de détérioration.

### Ryde Queen actuellement
Une demande a été faite au Council Planning Department de l'île de Wight le 11 juin 2014 par les nouveaux propriétaires de la Marina du port pour obtenir la permission de conserver le PS Ryde sur place pendant encore trois ans. Il s'agit de laisser le temps d'évaluer et de trouver le financement nécessaire pour essayer de la sauver. La demande a été approuvée le 5 août 2014, garantissant son existence pendant au moins trois ans.